# Kåre Persson
Kåre Persson, född 23 september 1956, död 16 januari 2016 var en svensk läkare och tillika mångårig översättare av  seriealbumen om Lucky Luke.
Med start 1973 var Persson översättare av den svenska utgivningen av den tecknade serien Lucky Luke. Perssons far, Boris Persson, var förläggare på seriens svenska förlag, Albert Bonniers, och han var den som bad sonen översätta sitt första album - Bröderna Dalton blir kidnappade.  Därefter fortsatte han som huvudsaklig översättare fram till dess att Bonniers avslutade sin Lucky Luke-utgivning 1989. Även fadern kom med tiden att, under pseudonymen Jerk Sander, översätta några album.
Av de omkring 60  Lucky Luke-album som Bonniers publicerade, svarade Persson för översättningen av drygt hälften.